# Amen (album des Prêtres)
Pour les articles homonymes, voir Amen (homonymie).
Albums de Les Prêtres
Gloria
Amen est un album du groupe Les Prêtres sorti en 2014. 

## Titres de l'album
1. Infunde Amorem (4:24)
2. S'il suffisait d'aimer (3:40)
  - Paroles et musique de Jean-Jacques Goldman.
3. Amen (3:47)
4. Écris l'histoire (3:54)
  - Paroles de Francesco de Benedittis, Davide Esposito, Katia Landréas et Paul Manners.
  - Musique de Francesco de Benedittis et Davide Esposito.
5. Je chante avec toi Liberté (3:57)
  - Paroles de Pierre Delanoë et Claude Lemesle.
  - Musique de Giuseppe Verdi, arrangée par Alain Goraguer.
6. La chanson des Justes (3:21)
  - Paroles et musique d'Yves Duteil.
7. Les trois cloches (5:17)
8. Telle est la loi (3:16)
9. La quête (3:00)
  - Paroles de Joe Darion.
  - Musique de Mitch Leigh.
10. Notre Père (3:44)
11. Le Christ est présent (3:28)
12. Tantum ergo (3:21)
13. L'ombre de la Croix (4:13)

## Certifications
| Pays     | Certifications | Ventes                   |
| -------- | -------------- | ------------------------ |
| France   | 2 × Platine    | 250 000[réf. nécessaire] |
| Belgique |                |                          |

## Donations
Comme ce fut le cas avec les deux premiers albums, les fonds récoltés grâce aux ventes de l'album sont redistribués afin de soutenir l'action de religieux et d'associations. En effet, l'argent récolté par les albums Spiritus Dei et Gloria ont permis de financer les travaux à Notre-Dame du Laus, de faire un don de 100 000 euros à l'association malgache « Spirale », fondé par le père Pedro Opeka, et de venir en aide à l'association parisienne « Tibériade », qui accueille les personnes atteintes du sida ayant perdu leur emploi.
L'argent récolté grâce à l'album Amen est reversé à l'association « ATD Quart Monde », dont le but est de faire cesser la misère dans 29 pays, ainsi qu'à la « Ferme de Faucon », fondée par le père Guy Gilbert, qui vient en aide aux jeunes en difficulté, et à l'association malgache « Spirale ».

## Séparation
Il s'agit du dernier album du groupe,.